# Български наименования в Космоса
Българските наименования в Космоса се отнасят за обекти в Космоса с имена, свързани с България и/или българите.
В астрономията се наименуват (или поне номерират) откритите естествени тела (като астероиди, комети и др.), както и техни географски обекти (напр. кратери), като тези имена се утвърждават от Международния астрономически съюз. Астрономите, открили естествени космически обекти, в правото си на техни откриватели ги наименуват по свое усмотрение. Наименуват се също изкуствени космически обекти (създадени от хора) – като спътници, прибори и др.

## История
Първото българско наименование в Космоса е за астероида 785 Цветана, наречен на дъщерята Цветана на академик Кирил Попов – първия български изследовател на астероиди. Открит е от германския астроном Адам Масингер в обсерватория Хайделберг-Кьонигщул, Германия на 30 март 1914 г.
Едва след половин век идват следващите български имена – дадени са от съветската астрономка Тамара Смирнова в Крим на астероидите 2575 България, открит на 4 август 1970 г., и 2371 Димитров (в чест на Георги Димитров), открит на 2 ноември 1975 г. Нейните колеги семейство Черних (Николай и Людмила) наричат астероид 2530 Шипка по случай 100-годишнината от епичната Шипченска битка, преди това той открива 2206 Габрова на 1 април – Деня на шегата, и го нарича на българската столица на хумора Габрово, а после тя открива 2609 Кирил-Методи.
Все пак повечето от българските наименования се дължат именно на български астрономи. Сред българските учени, открили космически обекти и наименували ги с български имена, се открояват с принос работилите съвместно Владимир Шкодров и Виолета Иванова, както и напоследък Филип Фратев.
С развитието на космонавтиката в България към естествените се добавят също изкуствени „български“ обекти, създадени от български специалисти. Сред тях най-известни са първият български спътник „Интеркосмос 22“ с дублиращо название „Интеркосмос-България-1300“ и производни варианти (1981) – посветен на 1300-годишнината на страната, спътникът „България Сат - 1“ (2017), серията уреди за спектрометрия и дозиметрия „Люлин“ (1988).

## Примери
Астероиди
- 2575 България, 1970 г.
- 2371 Димитров, 1975 г.
- 2206 Габрова, 1976 г.
- 2609 Кирил-Методи, 1978 г.
- 2530 Шипка, 1978 г.
- 3546 Атанасов, 1983 г.
- 3860 Пловдив, 1986 г.
- 3903 Климент Охридски, 1987 г.
- 6267 Рожен, 1987 г.

Релефни обекти
- долина Нестус (Марс)
- долина Хеброс (Марс)
- кратер Будевска (Венера)
- кратер Бяла (Марс)
- кратер Дулово (Марс)
- кратер Здравка (Венера)
- кратер Марица (астероид 253 Матилда)
- планина Хемус (Йо, спътник на Юпитер)
- планина Хемус (Луна, спътник на Земята)

Други обекти
- спътник „Интеркосмос-България-1300“
- спътник „България Сат - 1“
- серия уреди „Люлин“